# هاکی روی یخ قهرمانی جهان ۲۰۱۹
مسابقات هاکی روی یخ قهرمانی جهان ۲۰۱۹ به انگلیسی : 2019 IIHF ice hockey world championship مسابقاتی است که ۲۰ اردیبهشت تا ۵ خرداد ۱۳۹۸ در اسلواکی برگزار شد. سوئد مدافع عنوان قهرمانی این رقابت هاست.

## ورزشگاه ها
| Ondrej Nepela Arena1                                          | Steel Arena2                                                  |
| ۴۸°۰۸′۳۸″ شمالی ۱۷°۰۶′۳۵″ شرقی / ۴۸٫۱۴۳۸۹°شمالی ۱۷٫۱۰۹۷۲°شرقی | ۴۸°۴۳′۱۶″ شمالی ۲۱°۱۵′۲۷″ شرقی / ۴۸٫۷۲۱۱۱°شمالی ۲۱٫۲۵۷۵۰°شرقی |
| گنجایش: ۱۰۰۵۵ نفر                                             | گنجایش: ۸۳۷۸ نفر                                              |
|                                                               |                                                               |

## تیم ها
شانزده تیم در سطح اول این رقابت ها در دو گروه هشت تیمی با هم رقابت می کنند و از هر گروه چهار تیم به دور حذفی می رسند تیم هشتم هر گروه نیز سال آینده به دیویژن b سقوط می کنند.
- اتریش
- کانادا
- جمهوری چک
- دانمارک
- فنلاند
- فرانسه
- بریتانیا
- آلمان
- ایتالیا
- لتونی
- نروژ
- روسیه
- اسلواکی (میزبان)
- سوئد
- سوئیس
- ایالات متحده آمریکا

## مرحله گروهی
گروه A: کانادا، آمریکا، فنلاند، آلمان، اسلواکی، دانمارک، فرانسه، انگلستان
گروه B: روسیه، سوئد، چک، سوئیس، نروژ، لیتوانی، اتریش، ایتالیا

## مراحل حذفی
یک چهارم نهایی:
تیم اول گروه A - تیم چهارم گروه B
تیم دوم گروه B - تیم سوم گروه A
تیم دوم گروه A - تیم سوم گروه B
تیم اول گروه B - تیم چهارم گروه A
نیمه نهایی:
برنده بازی اول - برنده بازی دوم
برنده بازی سوم - برنده بازی چهارم
رده بندی:
بازنده بازی اول - بازنده بازی دوم
فینال:
برنده بازی اول - برنده بازی دوم